# Kjøllefjord

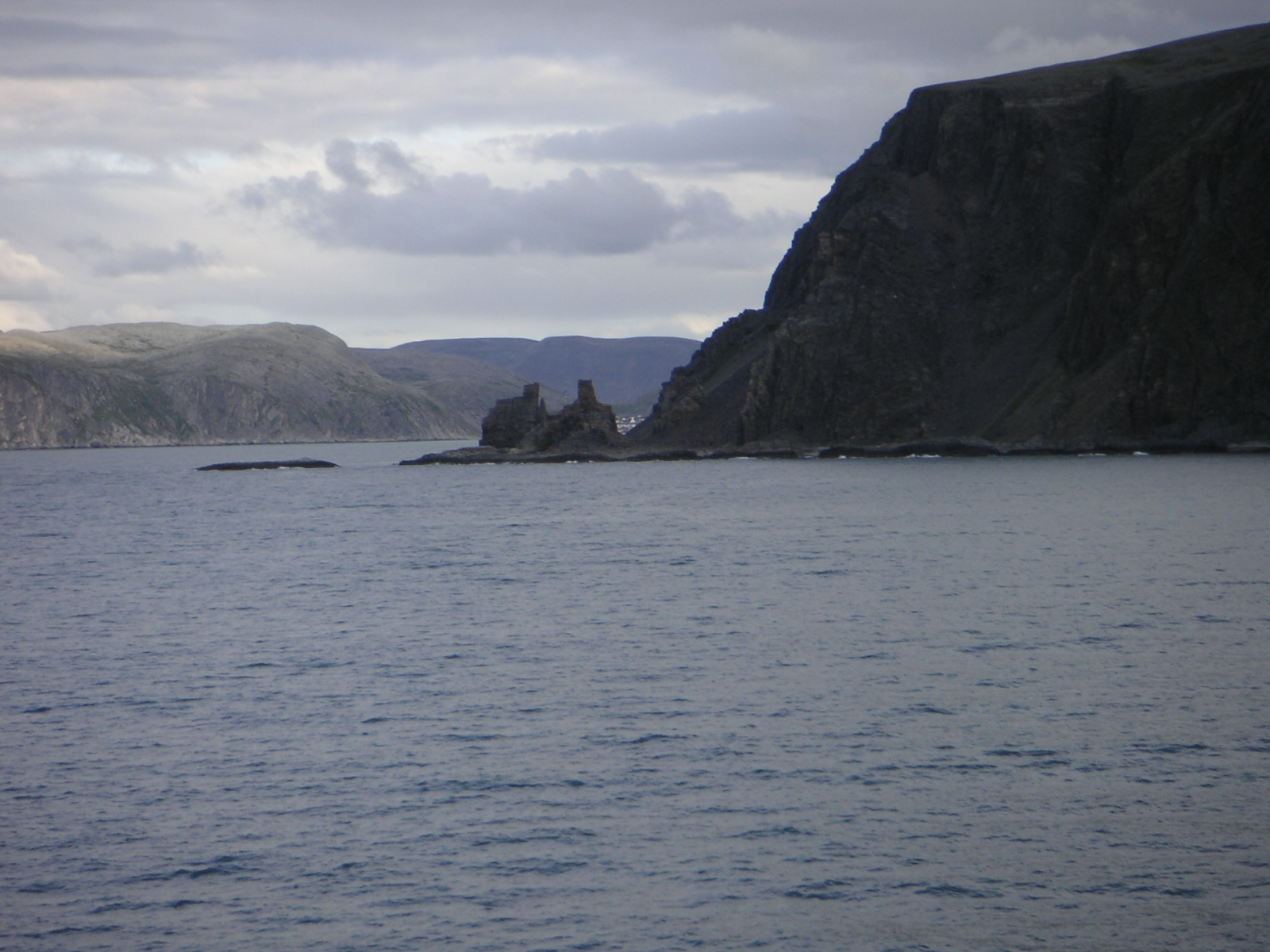
Die Finnkirka

Kjøllefjord (nordsamisch Gilevuonna, kvenisch Kelavuono) ist eine Ortschaft in der norwegischen Kommune Lebesby in der Provinz (Fylke) Finnmark. Der Ort stellt das Verwaltungszentrum von Lebesby dar und hat 840 Einwohner (Stand: 1. Januar 2024).
Der Ort liegt östlich von Honningsvåg und dem Nordkap in der Provinz Finnmark auf der Nordkinnhalbinsel.
Schon vor dem 16. Jahrhundert wurde hier Handel getrieben. Um 1750 diente der Ort als Lagerplatz für die Produkte der Samen und als Tauschplatz der russischen Händler. Die Handelsleute aus Bergen holten die Waren ab. Wahrscheinlich war der Hafen von Kjøllefjord damals größer als die von Vardø oder Vadsø. Im Jahr 1944 brannte die Wehrmacht beim Abzug fast alle Häuser ab, nur vier Häuser blieben stehen. Die evakuierten Einwohner kehrten nach dem Krieg zurück und bauten den Ort wieder auf.
Die Kirche in Kjøllefjord wurde 1951 eingeweiht. Es ist ein Saalbau mit einem Satteldach und einem Dachreiter. Im Inneren befindet sich eine Bibel König Fredrik II. Diese Bibel wurde bei dem Brand 1944 in Sicherheit gebracht.
Heute befinden sich im Ort sich zwei Fischerverarbeitungsbetriebe. Der größte Arbeitgeber ist allerdings die Gemeindeverwaltung.
Der Ort ist Hafen der Hurtigrute. Auf einer Hochebene bei Kjøllefjord befindet sich ein Flugplatz für Ambulanzflugzeuge. In der Nähe an der Küste liegt eine wie eine Kirche geformte Felsgruppe, die Finnkjerka. Diese Felsgruppe war in alten Zeiten wahrscheinlich ein Opferplatz der Samen. Bei der Vorbeifahrt der Schiffe der Hurtigrute werden die Felsen farbig angestrahlt.